# Stockett (Montana)
Stockett es un lugar designado por el censo ubicado en el condado de Cascade en el estado estadounidense de Montana. Según el censo de 2020, tiene una población de 157 habitantes.
Está situado a unos 44 kilómetros del centro de la ciudad de Great Falls. 

## Geografía
Stockett está ubicada en las coordenadas 47°21′15″N 111°10′11″O / 47.35417, -111.16972 (47.354264, -111.169624). Según la Oficina del Censo de los Estados Unidos, Stockett tiene una superficie total de 4.06 km², correspondientes en su totalidad a tierra firme.

## Demografía
Según el censo de 2020, hay 157 personas residiendo en Stockett. La densidad de población es de 39 hab./km². El 88.54% de los habitantes son blancos, el 1.91% son amerindios y el 9.55% son de una mezcla de razas. No hay hispanos o latinos viviendo en la zona.